# アドニス (小惑星)
アドニス (2101 Adonis) はアポロ群に分類される地球近傍小惑星の一つである。1936年にウジェーヌ・デルポルトによって発見された。地球近傍小惑星のうちアポロ群として2番目に認識された小惑星である。名前はギリシア神話に登場する美の女神ヴィーナスが恋に落ちた美しい若者、アドニスに由来する。
発見当初の接近の際は軌道を計算するに足る観測は行えなかったため、発見後はわずか2ヶ月間しか観測されず、1977年にブライアン・マースデンによる数学的予測によってチャールズ・トーマス・コワルが再発見するまで約41年間、見失われた小惑星とされてきた。21世紀の間にアドニスは地球へ3000万 km以内の範囲に6回接近し、そのうち2036年2月7日の接近では530万 kmまで接近することが予想されている。
ベルギーの漫画『タンタンの冒険旅行』シリーズの『月世界探検』で、ハドック船長がつかまりそうになった小惑星として登場している。